# Léon Dony
Pour les articles homonymes, voir Dony.
Léon Dony, né le 12 janvier 1929 à Ixelles et mort le 8 mai 2007 à Etterbeek, Bruxelles, est un acteur belge. 

## Biographie
Homme de théâtre, Léon Dony est souvent apparu à la télévision, notamment dans L'Instit aux côtés de Gérard Klein. Il a également eu l'occasion de faire du doublage, prêtant sa voix à de grands acteurs comme Marlon Brando, Sean Connery ou encore Donald Sutherland. Il fut recruté dans ce domaine plus particulièrement dans la période de 1994-95 lorsque les studios de doublage français étaient en grève et que, de ce fait, les distributeurs se sont tournés vers les studios belges.

## Filmographie partielle

### Cinéma
- 1967 : Le Départ
- 1989 : De Kapersbrief : Jacquet

### Télévision
- 1970 : Le Démon de Sainte-Croix : Viroux
- 1999 : L'Avare
- 2000 : L'Instit : Roger Gorveau (épisode Marine et Fabien)
- 2001 : La Colère du diable : le grand-père Scolino
- 2003 : T'as voulu voir la mer... : Firmin
- 2005 : Une famille pas comme les autres : le président

## Doublage
- Donald Sutherland dans :
  - Harcèlement (1994) : Bob Garvin
  - Alerte ! (1995) : Général Donald McClintock
  - Le Témoin du Mal (1998) : le Lieutenant Stanton
  - Space Cowboys (2000) : Jerry O'Neill

- Sean Connery dans :
  - Un Anglais sous les tropiques (1994) : Dr Alex Murray
  - Juste Cause (1995) : Paul Armstrong
  - Lancelot, le premier chevalier (1995) : le Roi Arthur

- Marlon Brando dans :
  - Don Juan DeMarco (1995) : Jack Mikler
  - L'Île du docteur Moreau (1996) : Dr Moreau

- 1994 : L'Antre de la folie : Jackson Harglow (Charlton Heston)
- 1995 : Babe, le cochon devenu berger : le Narrateur (Roscoe Lee Browne)
- 1996 : Independance Day : le Général William M. Grey (Robert Loggia)
- 1997 : Le Monde perdu : Jurassic Park : John Hammond (Richard Attenborough)
- 2003 : Open Range : Denton Baxter (Michael Gambon)
- 2004 : Ocean's Twelve : Saul Bloom (Carl Reiner)
- 2005 : L'Affaire Josey Aimes : juge Halsted (John Aylward)
- 2006 : V pour Vendetta : Évêque Anthony James Lilliman (John Standing)